# 鉤頭魚
鉤頭魚（學名：Kurtus gulliveri）為鉤頭魚科鉤頭魚屬的其中一種。

## 分布
分布於新幾內亞南部及澳洲北部淡水、半鹹水水域，棲息在水質混濁的河口、紅樹林、沼澤。

## 形態
體長可達63公分，雄魚頭部具有一個鉤狀突起，會將卵置入其中。

## 習性
屬肉食性，以小魚、甲殼類。

## 經濟
可做為遊釣魚或食用魚。